# 酒屋看板

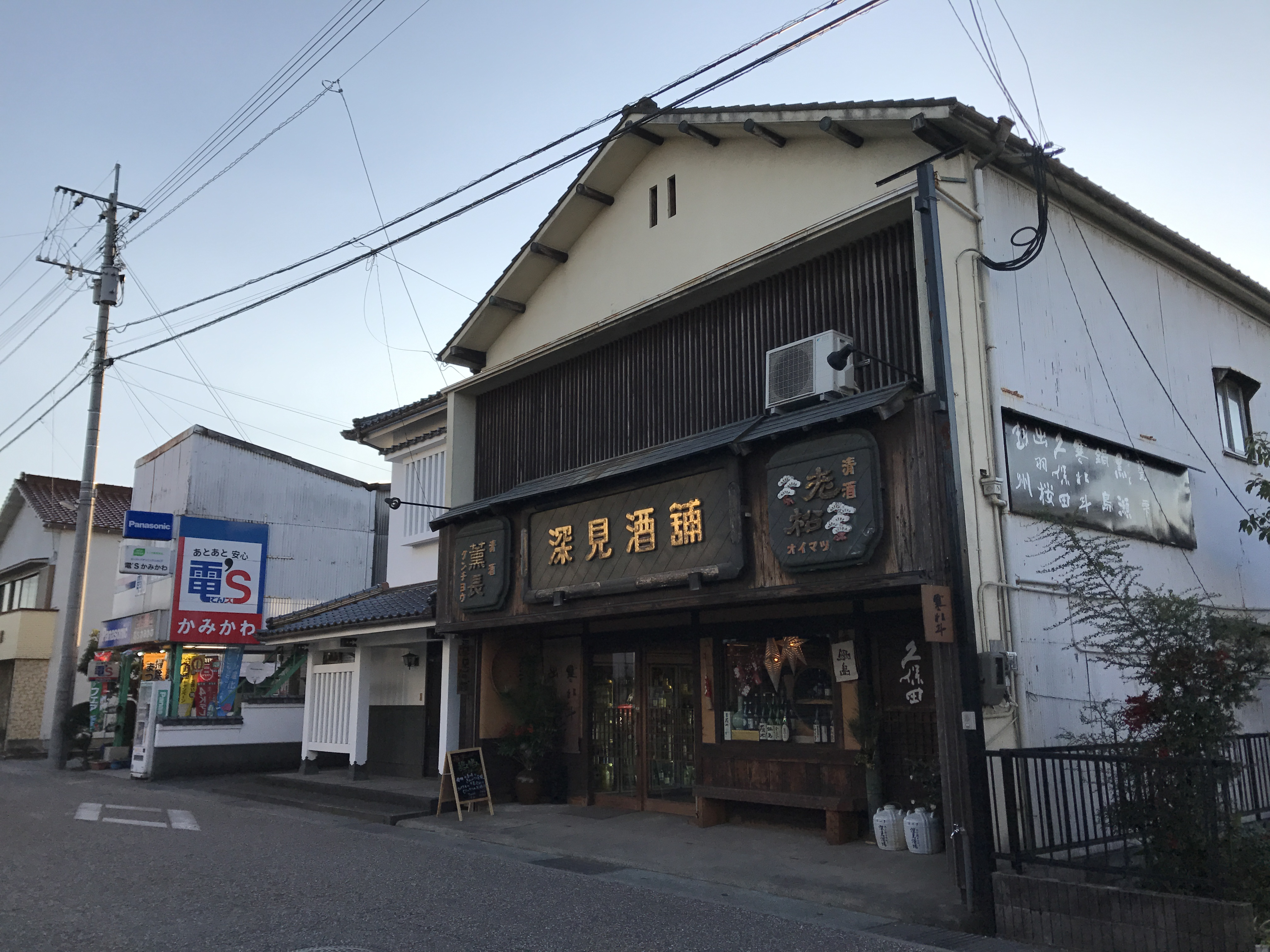
酒屋看板を掲げた酒屋

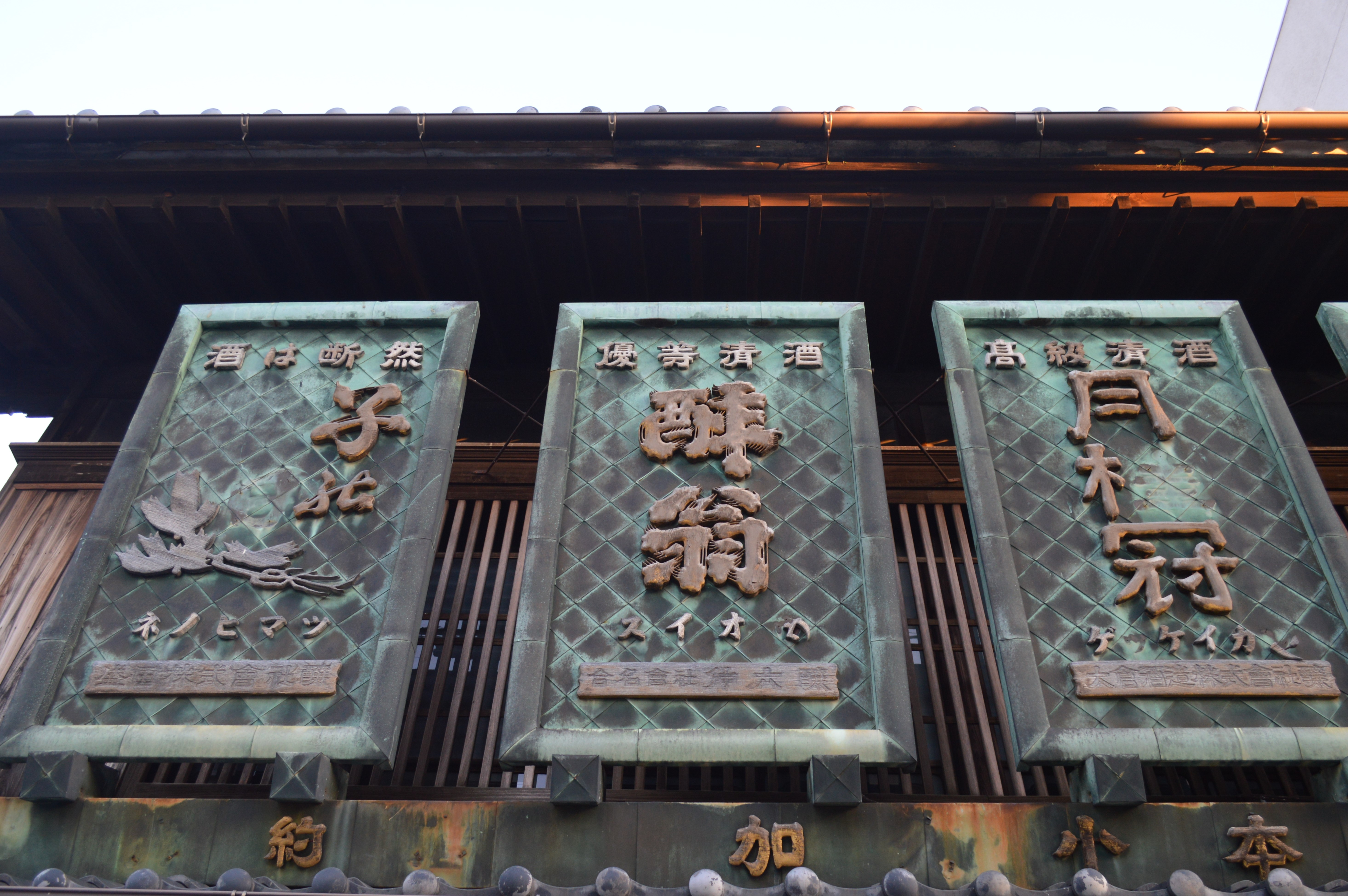
酒屋看板を掲げた酒屋

酒屋看板（さかやかんばん）は、酒屋の屋根上や店内などに掲げられた看板。日本酒を中心とする醸造品の広告宣伝に用いられる。

## 概要
設置場所による分類としては、屋根上などに掲げられた外看板、店内などに掲げられた内看板の二種類がある。外看板は銅製が多く、内看板は木製（主に欅造り）が多い。内看板は半畳ほどの大きさである。
土台には銅板や欅板などを用いており、装飾には金箔や漆などを用いている。一般的には大きく金文字で商標（商品名）などが書かれ、その他には屋号などが書かれている。
酒屋の開店時や改装時などに酒造メーカーや醸造メーカーから寄贈されたものが多く、売上の多い酒屋ほど多数の看板を有している傾向がある。

## 歴史
江戸時代には江戸を中心として、酒屋、両替屋、将棋駒屋、煙管屋、印判屋など様々な店に商品の吊り看板が設置されるようになった。当初は木板に墨で文字を書いていたが、その後は刻字が用いられるようになり、やがて絵看板なども登場した。
明治初期には新聞という新たなメディアが登場し、商品の多色刷り広告が一般的になったこともあって、明治中期には木板にブリキを貼った豪勢な酒屋看板が登場した。屋号よりも銘柄（商標）が重視されるようになったのもこの頃である。明治末期には博報堂や電通といった広告代理店が創業し、複雑な図案の看板も制作されるようになった。
右横書きの看板は戦前に製作されたものである。酒屋看板の製作費は高額であり、職人も少なくなっていったことから、昭和40年代頃には看板の贈呈が行われなくなったとされる。

## 商品の種類
- 日本酒
- ビール
- ワイン
- 味噌
- 醤油
- 酢